# Lacconectus klausnitzeri
Lacconectus klausnitzeri är en skalbaggsart som beskrevs av Michel Brancucci 2006. Lacconectus klausnitzeri ingår i släktet Lacconectus och familjen dykare. Inga underarter finns listade i Catalogue of Life.